# Truman H. Newberry
Truman Handy Newberry, född 5 november 1864 i Detroit, Michigan, död 3 oktober 1945 i Grosse Pointe, Michigan, var en amerikansk republikansk politiker och affärsman. Han var USA:s marinminister 1908–1909 och ledamot av USA:s senat från Michigan 1919–1922.
Newberry utexaminerades 1885 från Yale. Han var verkställande direktör för Detroit Steel & Spring Company 1887–1901 och deltog i spansk-amerikanska kriget i USA:s flotta. Newberry var en av finansiärerna som låg bakom omorganiseringen av Ohio Automobile Company år 1902. Företaget fick ett nytt namn, Packard Motor Car Company. Han var biträdande marinminister 1905–1908 och sedan marinminister under Theodore Roosevelts sista månader som president. Newberry efterträddes som minister av George von Lengerke Meyer.
Senator William Alden Smith ställde inte upp för omval i senatsvalet 1918. Newberry vann valet mot industrialisten Henry Ford och efterträdde Smith i senaten i mars 1919. Newberry hade spenderat en mycket stor summa pengar i kampanjen mot Ford. Följaktligen åtalades Newberry för att ha överstigit gränserna som tillägget till lagen Federal Corrupt Practices Act föreskrev. Först dömdes Newberry i en lägre instans. Senaten tillrättavisade honom men han avsattes inte. Newberry överklagade till USA:s högsta domstol som avgjorde fallet Newberry v. United States till senatorns fördel. Högsta domstolen konstaterade att kongressen inte hade rätt att begränsa kandidaternas kampanjsummor och tillägget till Federal Corrupt Practices Act förlorade sin giltighet som stridande mot USA:s konstitution. På gräsrotsnivån uppstod det ändå en ny kampanj mot Newberry och han bestämde sig för att lämna politiken. Han avgick 1922 och efterträddes som senator av James Couzens. Newberry återvände sedan till näringslivets tjänst.
Newberrys är begravd på Elmwood Cemetery i Detroit.